# Hortipes chrysothemis
Hortipes chrysothemis là một loài nhện trong họ Corinnidae.
Loài này thuộc chi Hortipes. Hortipes chrysothemis được miêu tả năm 2000 bởi Bosselaers & Rudy Jocqué.